# 学校では教えてくれない大切なこと
学校では教えてくれない大切なこと（がっこうではおしえてくれないたいせつなこと）は、旺文社が出版する小学生とその保護者を対象とした実用書（学習漫画）のシリーズ。学校では教えられないが、将来にわたり役に立つ力をつけられるように各巻のテーマに沿って漫画で解説している。「教科外の力も身に付けさせたい」という保護者の声をもとに、2015年（平成27年）7月に第一巻『整理整頓』が発売された。2024年（令和6年）7月現在48巻まで刊行されている。累計発行部数は300万部を突破するベストセラー商品となっている。
メディアミックスとして、2025年7月よりテレビアニメが放送中。

## 特徴
シリーズ全体を通してくだけたトーンで描かれており、歴史漫画などに比べてギャグが多めの構成となっている。絵柄はコミカルに描かれており、イラストが浮き出て見えるよう特別な加工を本のカバーに施すなど、子供の興味を呼び込む工夫がなされている。また、ある巻に登場したキャラクターが別の巻にて端役で再登場するといった演出もあり、巻単位だけでなくシリーズ全体で楽しんで貰うための趣向も盛り込まれている。

## 既刊一覧
2024年（令和6年）7月現在の既刊一覧。カッコ内は（マンガの作者、発売日、ISBN）の順に記載。出版はいずれも旺文社。
1. 『整理整頓』（入江久絵、2015年7月17日　ISBN 9784010110805）
2. 『友だち関係～自分と仲良く～』（藤美沖、2015年07月17日　ISBN 9784010110812）
3. 『お金のこと』（関和之、2015年7月17日　ISBN 9784010110829）
4. 『ステキになりたい』（オオノマサフミ、 2015年11月24日　ISBN 9784010111024）
5. 『カッコよくなりたい』（はかまた02、2015年11月24日　ISBN 9784010111031）
6. 『友だち関係～気持ちの伝え方～』（藤美沖、2015年11月24日　ISBN 9784010111048）
7. 『物の流れ』（関和之、2015年11月24日　ISBN 9784010111055）
8. 『時間の使い方』（入江久絵、2016年4月07日　ISBN 9784010111062）
9. 『ルールとマナー』（関和之、2016年4月07日　ISBN 9784010111079）
10. 『身近な危険～防災と防犯～』（オオタヤスシ、2016年7月15日　ISBN 9784010111086）
11. 『友だち関係～考え方のちがい～』（藤美沖、2016年7月20日　ISBN 9784010111093）
12. 『ネットのルール』（関和之、2016年7月20日　ISBN  9784010111130）
13. 『勉強が好きになる』（入江久絵、2017年2月13日　ISBN 9784010111659）
14. 『自信の育て方』（藤美沖、2017年2月13日　ISBN 9784010111666）
15. 『数字に強くなる』（関和之、2017年2月13日　ISBN 9784010111673）
16. 『考える力の育て方』（オオタヤスシ、2017年7月26日　ISBN 9784010111680）
17. 『夢のかなえ方』（関和之、2017年7月26日　ISBN 9784010111697）
18. 『からだと心』（松本麻希、2017年7月26日　ISBN 9784010111703）
19. 『楽しくお手伝い』（松本麻希、2018年2月14日　ISBN 9784010111925）
20. 『英語が好きになる』（関和之、2018年2月14日　ISBN 9784010111932）
21. 『感性の育て方～センスをみがく～』（入江久絵、2018年2月14日　ISBN 9784010111949）
22. 『本が好きになる』（さやましょうこ、2018年7月9日　ISBN 9784010111956）
23. 『文章がうまくなる』（関和之、2018年7月9日　ISBN 9784010111963）
24. 『言葉の力～語彙で広がる世界～』（オゼキイサム、2019年3月25日　ISBN  9784010112694）
25. 『プログラミングって何？～IT社会のしくみ～』（関和之、2019年4月8日　ISBN 9784010112700）
26. 『研究って楽しい？～探求心の育て方～』（関和之、2019年7月8日　ISBN 9784010112724）
27. 『発表がうまくなる～スピーチからプレゼンテーションまで～』（室木おすし、2019年7月8日　ISBN 9784010112731）
28. 『日本のこと～伝統・文化・風習～』（森崎達也、2020年2月17日　ISBN 9784010113370）
29. 『AIって何だろう？～人工知能が拓く世界～』（関和之、2020年2月17日　ISBN 9784010112946）
30. 『音楽が楽しくなる』（関和之、亀田誠治監修、2020年7月20日　ISBN 9784010112953）
31. 『地球ってすごい』（すぎうらゆう、2020年9月11日　ISBN 9784010112960）
32. 『災害を知る』（オオタヤスシ、2020年9月11日　ISBN 9784010112977）
33. 『お金が動かす世界』（関和之、2021年3月19日　ISBN 9784010113806）
34. 『図工が楽しくなる』（鳥居志帆、2021年3月19日　ISBN 9784010113813）
35. 『科学っておもしろい』（入江久絵、2021年7月14日　ISBN  9784010113820）
36. 『考える力の育て方～論理的な考え方』（オオタヤスシ、2021年7月14日　ISBN 9784010113837）
37. 『続ける力』（鳥居志帆、2022年3月14日　ISBN 9784010114094）
38. 『小学生の何でもお悩み相談室』（関和之、2022年3月14日　ISBN 9784010114100）
39. 『知っておきたい法律』（小豆だるま、2022年6月30日　ISBN 9784010114117）
40. 『勉強は役に立つ』（オオタヤスシ、2022年6月30日　ISBN 9784010114124）
41. 『デザインのすごい力』（関和之、2023年3月14日　ISBN 9784010114667）
42. 『宇宙ってどんなところ？』（すぎうらゆう、2023年3月14日　ISBN 9784010114674）
43. 『名言は役に立つー偉人のことばー』（オオタヤスシ、2023年7月13日　ISBN 9784010114681）
44. 『運動ですべてがよくなる』（松本麻希、2023年7月13日　ISBN 9784010114698）
45. 『感情とのつきあい方ー心の中の10人の友だちー』（いずいず、2023年10月30日　ISBN 9784010114957）
46. 『ポジティブ思考の育て方』（小豆だるま、2024年3月8日　ISBN 9784010115466）
47. 『一生モノの勉強法』（オオタヤスシ、2024年6月17日 ISBN 9784010115473）
48. 『働くってどういうこと？ 今の自分が未来をつくる』（関和之、2024年6月17日 ISBN 9784010115480）
49. 『データサイエンス―統計で問題解決！―』(関和之、2025年4月15日 ISBN 978-4010115831)
50. 『コミュニケーションの力―聞き上手・話し上手になる―』(鳥居志帆、2025年4月15日 ISBN 978-4010115848)

## テレビアニメ
2025年7月5日よりテレビ東京「イニミニマニモ」内コーナーアニメとして放送中。原作書籍より「整理整頓」を第1エピソードとして放送する。

### キャスト
整理整頓編
- 片津整太 - 千菅春香[3]
- 片津理香 - 花守ゆみり[3]
- 整太の母 - 小市眞琴[3]
- セートン先生 - 落合福嗣[3]
- かったん - 大鈴功起[3]

時間の使い方編
- 常盤管太 - 小市眞琴[4]
- 常盤理子 - 千菅春香[4]
- 管太の母 - 花守ゆみり[4]
- ウオッチ博士 - 落合福嗣[4]
- タマ - 大鈴功起[4]

### スタッフ
- 原作 - 「学校では教えてくれない大切なこと」シリーズ（旺文社）「（1）整理整頓」（マンガ・イラスト 入江久絵）[3]・「（8）時間の使い方」（マンガ・イラスト：入江久絵）[4]
- 監督 - 中澤佳菜[3]
- 音響監督 - 三浦妙子[3]
- 音響効果 - 櫻井陽子[3]
- 音楽 - kidlit[3]
- 制作総括 - 高橋和也[3]
- アニメーション制作 - IMAGICA Infos / Imageworks Studio[3]
- キービジュアル - ふぬゅ[3]
- ロゴデザイン - うもとさちこ[3]
- 制作協力 - ウサギ王[3]
- 製作 - 「学校では教えてくれない大切なこと」製作委員会[3]

### 主題歌
学校では教えてくれないこと
作詞・作曲・編曲：星部ショウ / 歌：OCHA NORMA（アップフロントワークス / zetima）。